# Альтернатива (движение)
Молодёжное добровольческое движение «Альтернатива» — волонтерское движение, пропагандирующее здоровый образ жизни, создано и реализуется с 1998 года в городе Омске.
Движение является волонтёрским, участники — молодёжь в возрасте от 14 до 22 лет.
Цель движения — волонтёрами ведётся работа по профилактике наркомании, алкоголизма, табакокурения, распространении ВИЧ-инфекции.
Основной принцип движения — «Равный обучает равного». Он заключается в пропаганде здорового образа жизни.
Обучение и подготовка волонтеров ведется в «Омском областном центре социально-психологической помощи несовершеннолетним и молодёжи» и ФСКН.
На территории Омской области сейчас действуют 142 волонтерских отряда, в которых задействовано 3000 активных подростков.
С 2002 года ежегодно проводится Областной слет волонтеров, а также проводятся областные конкурсы: «Лучший волонтерский отряд» (с 2002 г.), «Волонтер года» (с 2003 г.), «Куратор года» (с 2004 г.).

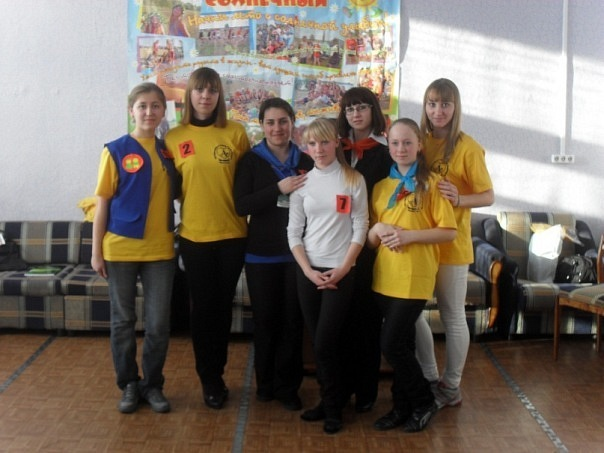
Волонтерский отряд "Молодость". Таврический район.